# Lista foștilor membri ai Camerei Reprezentanților Statelor Unite ale Americii: T
Această este o listă a foștilor membri ai Camerei Reprezentanților Statelor Unite ale Americii al căror nume de familie începe cu litera T.
| Reprezentant            | Ani                             | Stat           | Partid                 |
| ----------------------- | ------------------------------- | -------------- | ---------------------- |
| John Taber              | 1923-1963                       | New York       | Republican             |
| Stephen Taber           | 1865-1869                       | New York       | Democrat               |
| Thomas Taber II         | 1828-1829                       | New York       | Democrat               |
| Boyd Anderson Tackett   | 1949-1953                       | Arkansas       | Democrat               |
| John Taffe              | 1867-1873                       | Nebraska       | Republican             |
| Charles Phelps Taft     | 1895-1897                       | Ohio           | Republican             |
| Robert Taft, Jr.        | 1963-1965, 1967-1971            | Ohio           | Republican             |
| Joseph Taggart          | 1911-1917                       | Kansas         | Democrat               |
| Samuel Taggart          | 1803-1817                       | Massachusetts  | Federalist             |
| Joseph E. Talbot        | 1942-1947                       | Connecticut    | Republican             |
| Silas Talbot            | 1793-1795                       | New York       | Pro-Administrație      |
| J. Frederick C. Talbott | 1879-1885, 1893-1895, 1903-1918 | Maryland       | Democrat               |
| Jim Talent              | 1993-2001                       | Missouri       | Republican             |
| Benjamin Tallmadge      | 1801-1817                       | Connecticut    | Federalist             |
| Timothy E. Tarsney      | 1885-1889                       | Michigan       | Democrat               |
| Mason Tappan            | 1855-1857                       | New Hampshire  | American               |
| Mason Tappan            | 1857-1861                       | New Hampshire  | Republican             |
| Randy Tate              | 1995-1997                       | Washington     | Republican             |
| Tom Tauke               | 1979-1991                       | Iowa           | Republican             |
| Billy Tauzin            | 1980-1995                       | Louisiana      | Democrat               |
| Billy Tauzin            | 1995-2005                       | Louisiana      | Republican             |
| James A. Tawney         | 1893-1911                       | Minnesota      | Republican             |
| Alfred A. Taylor        | 1889-1895                       | Tennessee      | Republican             |
| Charles H. Taylor       | 1991-2007                       | North Carolina | Republican             |
| Chester W. Taylor       | 1921-1923                       | Arkansas       | Democrat               |
| Edward T. Taylor        | 1909-1941                       | Colorado       | Democrat               |
| J. Alfred Taylor        | 1923-1927                       | West Virginia  | Democrat               |
| J. Will Taylor          | 1919-1939                       | Tennessee      | Republican             |
| John May Taylor         | 1883-1887                       | Tennessee      | Democrat               |
| Nathaniel G. Taylor     | 1854-1855                       | Tennessee      | Whig                   |
| Nathaniel G. Taylor     | 1866-1867                       | Tennessee      | Unionist               |
| Robert Love Taylor      | 1879-1881                       | Tennessee      | Democrat               |
| Samuel M. Taylor        | 1913-1921                       | Arkansas       | Democrat               |
| Zachary Taylor          | 1885-1887                       | Tennessee      | Republican             |
| Henry Teigan            | 1937-1939                       | Minnesota      | Țărănist-Muncitoresc   |
| William Temple          | 1863                            | Delaware       | Democrat               |
| Rudolph G. Tenerowicz   | 1939-1943                       | Michigan       | Democrat               |
| Samuel Tenney           | 1800-1807                       | New Hampshire  | Federalist             |
| Herbert Tenzer          | 1965-1969                       | New York       | Democrat               |
| David D. Terry          | 1933-1943                       | Arkansas       | Democrat               |
| Nathaniel Terry         | 1817-1819                       | Connecticut    | Federalist             |
| William L. Terry        | 1891-1901                       | Arkansas       | Democrat               |
| Donald Edgar Tewes      | 1957-1959                       | Wisconsin      | Republican             |
| George Thatcher         | 1789-1795                       | Massachusetts  | Pro-Administrație      |
| George Thatcher         | 1795-1801                       | Massachusetts  | Federalist             |
| Maurice Thatcher        | 1923-1933                       | Kentucky       | Republican             |
| Samuel Thatcher         | 1802-1805                       | Massachusetts  | Federalist             |
| Andrew J. Thayer        | 1861                            | Oregon         | Democrat               |
| Lewis D. Thill          | 1939-1943                       | Wisconsin      | Republican             |
| Benjamin Thomas         | 1861-1863                       | Massachusetts  | Unionist               |
| Bill Thomas             | 1979-2007                       | California     | Republican             |
| Craig Thomas            | 1989-1995                       | Wyoming        | Republican             |
| Elmer Thomas            | 1923-1927                       | Oklahoma       | Democrat               |
| Francis Thomas          | 1831-1841                       | Maryland       | Democrat               |
| Francis Thomas          | 1861-1863                       | Maryland       | Unionist               |
| Francis Thomas          | 1863-1867                       | Maryland       | Unionist Necondițional |
| Francis Thomas          | 1867-1869                       | Maryland       | Republican             |
| Henry F. Thomas         | 1893-1897                       | Michigan       | Republican             |
| Isaac Thomas            | 1815-1817                       | Tennessee      | Democrat-Republican    |
| James Houston Thomas    | 1847-1851, 1859-1861            | Tennessee      | Democrat               |
| John Chew Thomas        | 1799-1801                       | Maryland       | Federalist             |
| John Lewis Thomas, Jr.  | 1865-1867                       | Maryland       | Unionist Necondițional |
| Ormsby B. Thomas        | 1885-1891                       | Wisconsin      | Republican             |
| Philip Thomas           | 1839-1841, 1875-1877            | Maryland       | Democrat               |
| Fletcher Thompson       | 1967-1973                       | Georgia        | Republican             |
| Frank Thompson          | 1955-1980                       | New Jersey     | Democrat               |
| Jacob Thompson          | 1839-1851                       | Mississippi    | Democrat               |
| Joseph Bryan Thompson   | 1913-1919                       | Oklahoma       | Democrat               |
| Ruth Thompson           | 1951-1957                       | Michigan       | Republican             |
| Thomas W. Thompson      | 1805-1807                       | New Hampshire  | Federalist             |
| Edwin Keith Thomson     | 1955-1960                       | Wyoming        | Republican             |
| Vernon Wallace Thomson  | 1961-1974                       | Wisconsin      | Republican             |
| Charles Thone           | 1971-1979                       | Nebraska       | Republican             |
| Jacob Thorkelson        | 1939-1941                       | Montana        | Republican             |
| Jacob M. Thornburgh     | 1873-1879                       | Tennessee      | Republican             |
| Ray Thornton            | 1973-1979, 1991-1997            | Arkansas       | Democrat               |
| Roy H. Thorpe           | 1922-1923                       | Nebraska       | Republican             |
| John Thune              | 1997-2003                       | South Dakota   | Republican             |
| Karen Thurman           | 1993-2003                       | Florida        | Democrat               |
| Benjamin B. Thurston    | 1847-1849, 1851-1855            | Rhode Island   | Democrat               |
| Benjamin B. Thurston    | 1855-1857                       | Rhode Island   | American               |
| Robert Tiernan          | 1967-1975                       | Rhode Island   | Democrat               |
| William L. Tierney      | 1931-1933                       | Connecticut    | Democrat               |
| Joseph L. Tillinghast   | 1837-1843                       | Rhode Island   | Whig                   |
| Thomas Tillinghast      | 1797-1799                       | Rhode Island   | Federalist             |
| Thomas Tillinghast      | 1801-1803                       | Rhode Island   | Democrat-Republican    |
| John N. Tillman         | 1915-1929                       | Arkansas       | Democrat               |
| Lewis Tillman           | 1869-1871                       | Tennessee      | Republican             |
| John Q. Tilson          | 1909-1913, 1915-1932            | Connecticut    | Republican             |
| Charles B. Timberlake   | 1915-1933                       | Colorado       | Republican             |
| Jasper N. Tincher       | 1919-1927                       | Kansas         | Republican             |
| Charles W. Tobey        | 1933-1939                       | New Hampshire  | Republican             |
| Albert M. Todd          | 1897-1899                       | Michigan       | Democrat               |
| Paul H. Todd, Jr.       | 1965-1967                       | Michigan       | Democrat               |
| Thor C. Tollefson       | 1947-1965                       | Washington     | Republican             |
| Gideon Tomlinson        | 1819-1825                       | Connecticut    | Democrat-Republican    |
| Gideon Tomlinson        | 1825-1827                       | Connecticut    | Național Republican    |
| Daniel D. Tompkins      | 1805                            | New York       | Democrat-Republican    |
| Patrick W. Tompkins     | 1847-1849                       | Mississippi    | Whig                   |
| Thomas H. Tongue        | 1897-1903                       | Oregon         | Republican             |
| Richard A. Tonry        | 1977                            | Louisiana      | Democrat               |
| Richard J. Tonry        | 1935-1937                       | New York       | Democrat               |
| Pat Toomey              | 1999-2005                       | Pennsylvania   | Republican             |
| Peter G. Torkildsen     | 1993-1997                       | Massachusetts  | Republican             |
| Robert Torricelli       | 1983-1997                       | New Jersey     | Democrat               |
| Isaac Toucey            | 1835-1839                       | Connecticut    | Democrat               |
| David Towell            | 1973-1975                       | Nevada         | Republican             |
| Charles A. Towne        | 1895-1897                       | Minnesota      | Republican             |
| Charles E. Townsend     | 1903-1911                       | Michigan       | Republican             |
| Hosea Townsend          | 1889-1893                       | Colorado       | Republican             |
| Andrew Tracy            | 1853-1855                       | Vermont        | Whig                   |
| Uriah Tracy             | 1793-1795                       | Connecticut    | Pro-Administrație      |
| Uriah Tracy             | 1795-1796                       | Connecticut    | Federalist             |
| James A. Traficant, Jr. | 1985-2002                       | Ohio           | Democrat               |
| Andrew J. Transue       | 1937-1939                       | Michigan       | Democrat               |
| J. Bob Traxler          | 1974-1993                       | Michigan       | Democrat               |
| Philip A. Traynor       | 1941-1943, 1945-1947            | Delaware       | Democrat               |
| Allen T. Treadway       | 1913-1945                       | Massachusetts  | Republican             |
| Thomas Tredwell         | 1791-1795                       | New York       | Anti-Administrație     |
| James William Trimble   | 1945-1967                       | Arkansas       | Democrat               |
| John Trimble            | 1867-1869                       | Tennessee      | Republican             |
| Rowland E. Trowbridge   | 1861-1863, 1865-1869            | Michigan       | Republican             |
| Andrew Trumbo           | 1845-1847                       | Kentucky       | Whig                   |
| Jonathan Trumbull, Jr.  | 1789-1795                       | Connecticut    | Pro-Administrație      |
| Joseph Trumbull         | 1834-1835                       | Connecticut    | Național Republican    |
| Joseph Trumbull         | 1839-1843                       | Connecticut    | Whig                   |
| Paul Tsongas            | 1975-1979                       | Massachusetts  | Democrat               |
| Amos Tuck               | 1847-1849                       | New Hampshire  | Independent            |
| Amos Tuck               | 1849-1851                       | New Hampshire  | Free Soiler            |
| Amos Tuck               | 1851-1853                       | New Hampshire  | Whig                   |
| Jim Guy Tucker          | 1977-1979                       | Arkansas       | Democrat               |
| Thomas T. Tucker        | 1789-1793                       | South Carolina | Anti-Administrație     |
| Tilghman Tucker         | 1843-1845                       | Mississippi    | Democrat               |
| Stanley R. Tupper       | 1961-1967                       | Maine          | Republican             |
| Benjamin S. Turner      | 1871-1873                       | Alabama        | Republican             |
| Clarence W. Turner      | 1922-1923, 1933-1939            | Tennessee      | Democrat               |
| Erastus J. Turner       | 1887-1891                       | Kansas         | Republican             |
| James Turner            | 1833-1837                       | Maryland       | Democrat               |
| Jim Turner              | 1997-2005                       | Texas          | Democrat               |
| Hopkins L. Turney       | 1837-1843                       | Tennessee      | Democrat               |
| William M. Tweed        | 1853-1855                       | New York       | Democrat               |
| Samuel Tweedy           | 1833-1835                       | Connecticut    | Național Republican    |
| Millard Tydings         | 1923-1927                       | Maryland       | Democrat               |
| David Gardiner Tyler    | 1893-1897                       | Virginia       | Democrat               |
| James M. Tyler          | 1879-1883                       | Vermont        | Republican             |
| John Tyler              | 1816-1821                       | Virginia       | Democrat-Republican    |